# Донсье, Камилла
Камилла Донсье (фр. Camille Doncieux; 15 января 1847, Лион — 5 сентября 1879, Ветёй) — первая жена художника Клода Моне. Камилла была моделью многих его полотен, включая такие, как «Прогулка. Дама с зонтиком» и «Женщины в саду», где для всех женских фигур на полотне позировала Камилла, а также «Камилла в зелёном платье».

## Ранние годы
Камилла-Леони Донсье родилась 15 января 1847 года в городе Ла-Гильотьер, который позже был присоединен к Лиону, Франция, в семье Леони-Франсуазы (урожденная Манешаль) Донсье и торговца Шарля Клода Донсье. Семья переехала в Париж, недалеко от Сорбонны, в начале Второй Французской империи (1852-1870). Через несколько лет после рождения второго ребенка, Женевьевы-Франсуа, в 1857 году семья переехала в Батиньоль. Батиньоль был популярен среди художников.
В подростковом возрасте Донсье начала работать натурщицей. В 1865 году она познакомилась с Клодом Моне, который был на семь лет старше ее, и стала позировать для его картин. В начале его карьеры они жили в бедности. Его тетя и отец не одобряли отношений с Камиллой. Во время беременности Камиллы их первым сыном его отец рекомендовал ему немедленно разорвать отношения. Моне оставил ее в Париже и остался в загородном поместье своей тети, чтобы создать видимость того, что они больше не состоят в отношениях, чтобы тетя продолжала выплачивать ему ежемесячный чек. Камилла осталась в Париже без средств на ее содержание.

## Брак и дети
8 августа 1867 года в Париже Камилла Донсье родила своего первого сына Жана от Клода Моне. Моне, который провел лето в Сент-Адресе, навещая своего отца и тетю Софи Лекадр, вернулся в Париж на роды и пробыл там несколько дней, прежде чем вернуться в Сент-Адрес. В конце года он вернулся в Париж на каникулы и остановился в холодной однокомнатной квартире, которую Камилла делила с Жаном. В 1868 году Моне переехал жить к Камилле и Жану в Париж, скрыв этот факт от своего отца и тети, которые думали, что он бросил свою любовницу и ребенка. Чтобы спастись от кредиторов и жить в менее дорогом месте, весной все трое переехали в Глотон, небольшую живописную деревушку недалеко от Беннекура. Их выгнали из гостиницы за неуплату. Камилла и Жан смогли остановиться у кого-то в деревне, в то время как Моне пытался раздобыть денег на выживание.
Камилла и Клод поженились 28 июня 1870 года в 8-м округе Парижа на гражданской церемонии. Художник Гюстав Курбе был свидетелем. Хотя отец Моне не присутствовал, поскольку не одобрял этот брак, родители Камиллы присутствовали на церемонии. После вступления в брак Камилла получила приданое в размере 1200 франков, которое представляло собой двухлетний процент от основного капитала, который она получит после смерти отца. Ее родители оговорили, что деньги должны храниться на отдельном счете на имя Камиллы, чтобы защитить их от кредиторов Клода Моне. Супруги взяли своего сына Жана с собой в свадебное путешествие в Трувиль-сюр-Мер и остановились в отеле Trivoli. Продолжая избегать кредиторов, Моне также пытался избежать призыва на военную службу во время франко-прусской войны. Он оставил жену и сына и отправился в Гавр навестить больного отца, а затем в Англию, предположительно на деньги, которые дал ему отец. Камилла и Жан встретились с ним в Англии в октябре 1870 года.
В начале 1871 года они жили на Бат-Плейс, позже Кенсингтон-Хай-стрит, в Лондоне. Именно здесь Моне написал единственную в Лондоне картину, изображающую Камиллу под названием «Отдых».
Покровители Моне, Эрнест и Алиса Ошеде переехали к нему после того, как они потеряли свое состояние из-за своего экстравагантного образа жизни. Сначала они жили с ними в Ветэ, а затем обе семьи переехали в дом побольше по дороге из Ветэ в Ла-Рош-Гийон, который должен был содержать 12 членов семьи Ошеде и Моне и «горстку слуг».
17 марта 1878 года у них родился второй сын, Мишель, и здоровье Камиллы ухудшилось.

## Болезнь и смерть
Камилла заболела после того, как семья Ошеде переехала жить к Моне. Большая часть денег, вырученных Моне от продажи своих картин, ушла на ее лечение. Алиса ухаживала за ней во время болезни.
31 августа 1879 года на смертном одре Камиллы были совершены последние обряды священником, который также дал религиозную санкцию на гражданский брак Моне.
Причина смерти Камиллы остается неизвестной. Это мог быть рак органов малого таза, туберкулез, или, возможно, неудачный аборт. Она умерла 5 сентября 1879 года в Ветее в возрасте 32 лет. Моне изобразил ее на смертном одре.

## Галерея

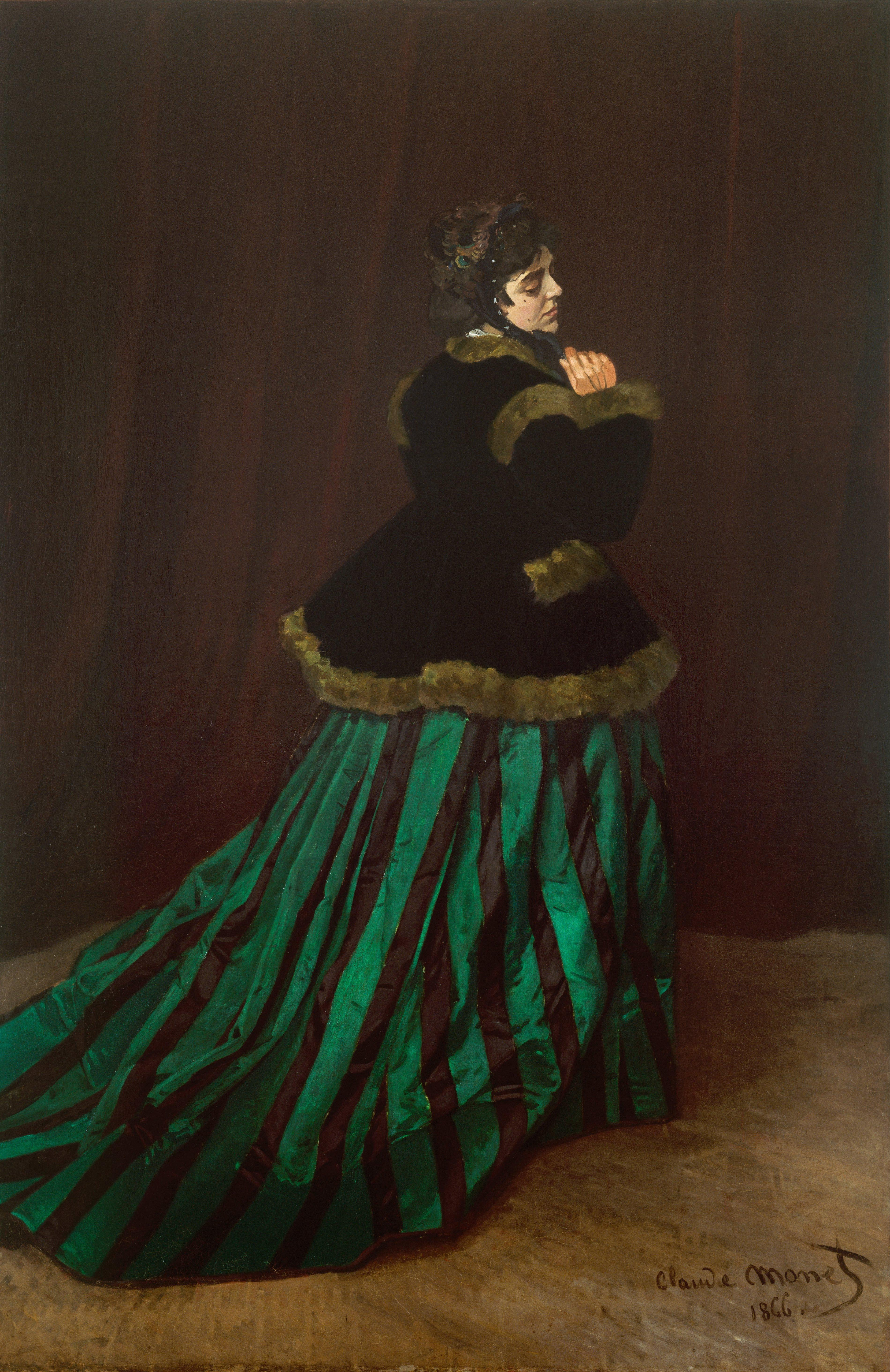
«Камилла в зелёном платье», Моне, 1866, Кунстхалле, Бремен
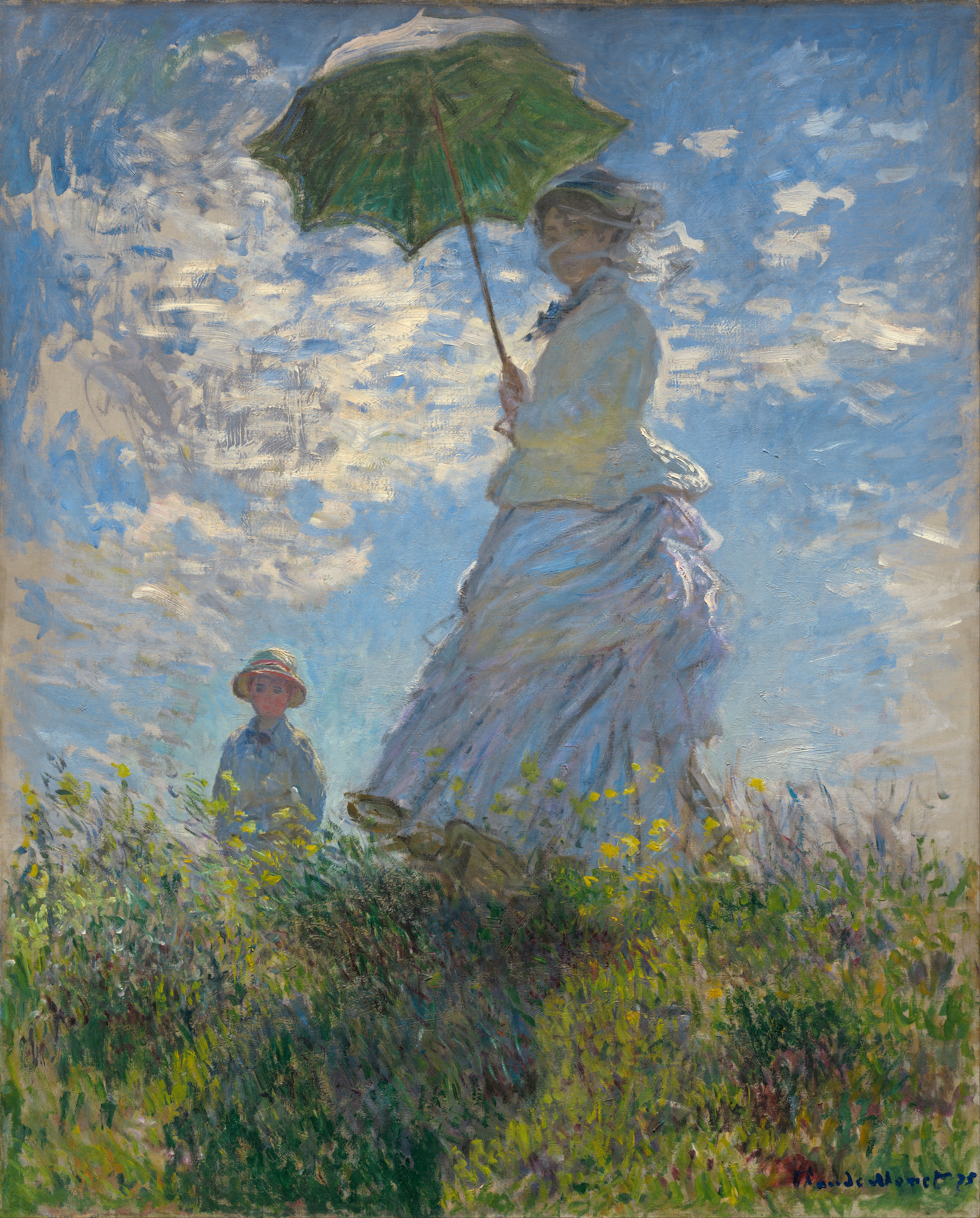
«Прогулка. Дама с зонтиком», Моне, 1875, Национальная галерея искусства, Вашингтон
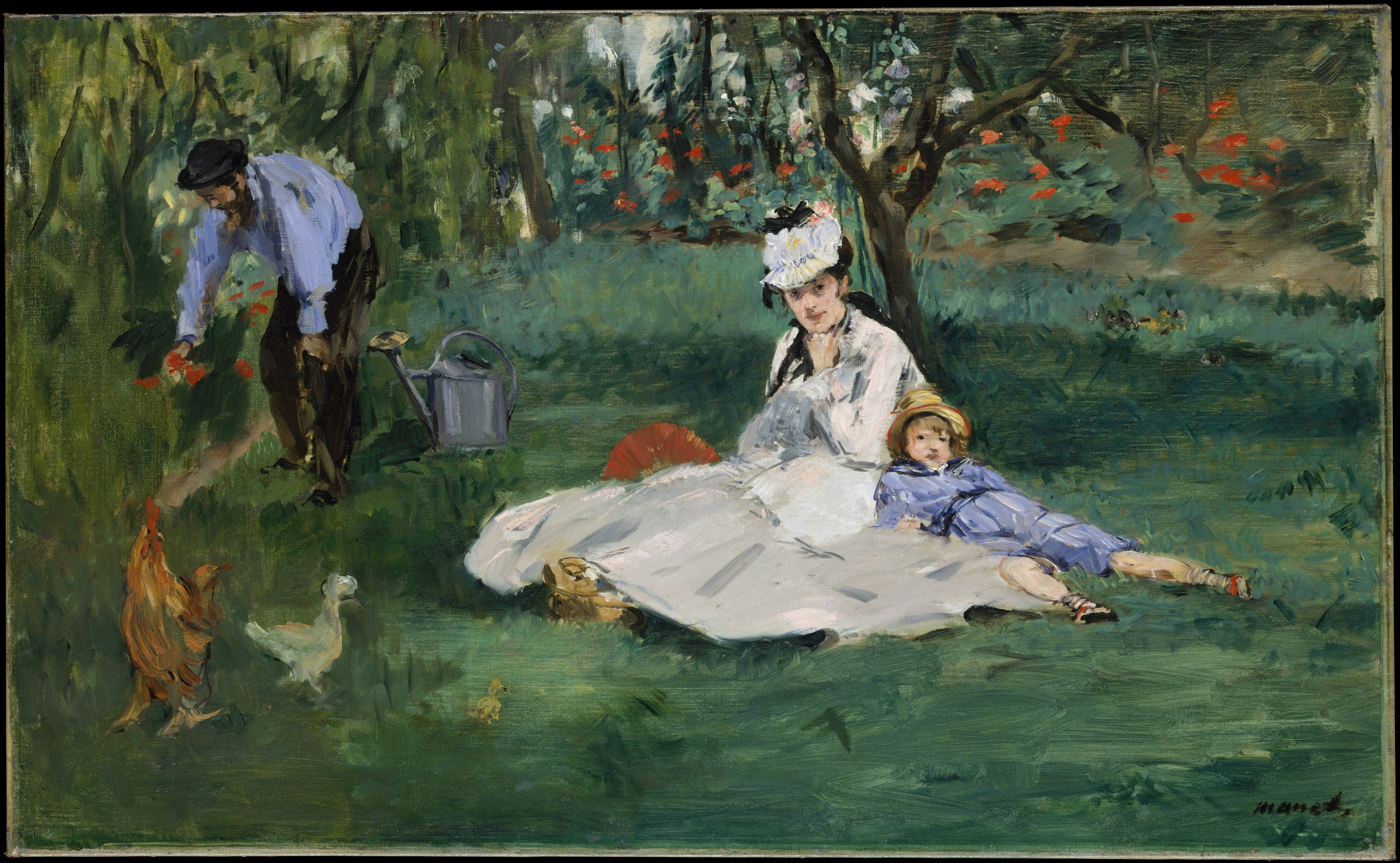
«Семья Моне в саду», Мане, 1874, Музей Метрополитен, Нью-Йорк
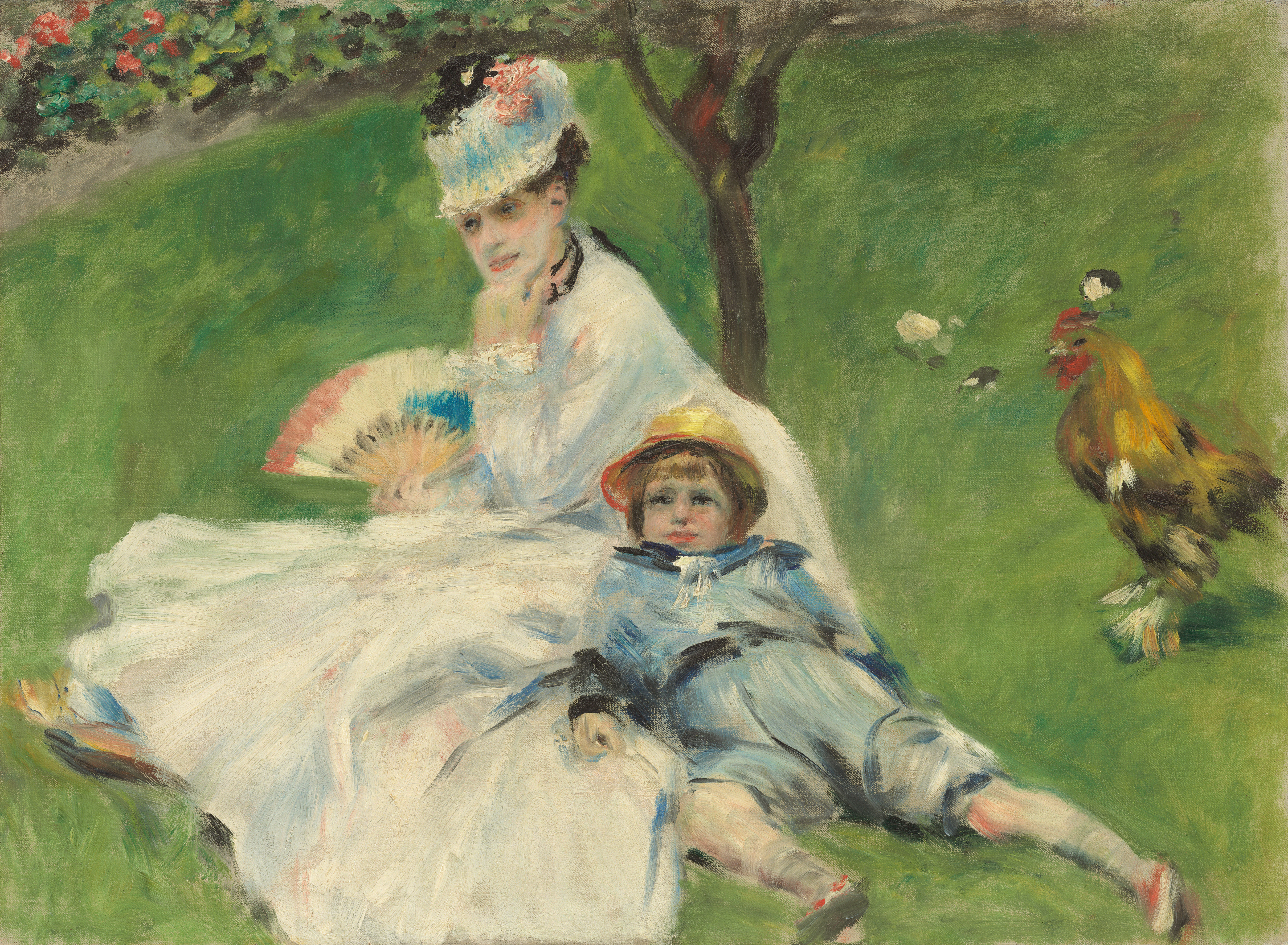
«Мадам Моне с сыном», Ренуар, 1874, Национальная галерея искусства, Вашингтон
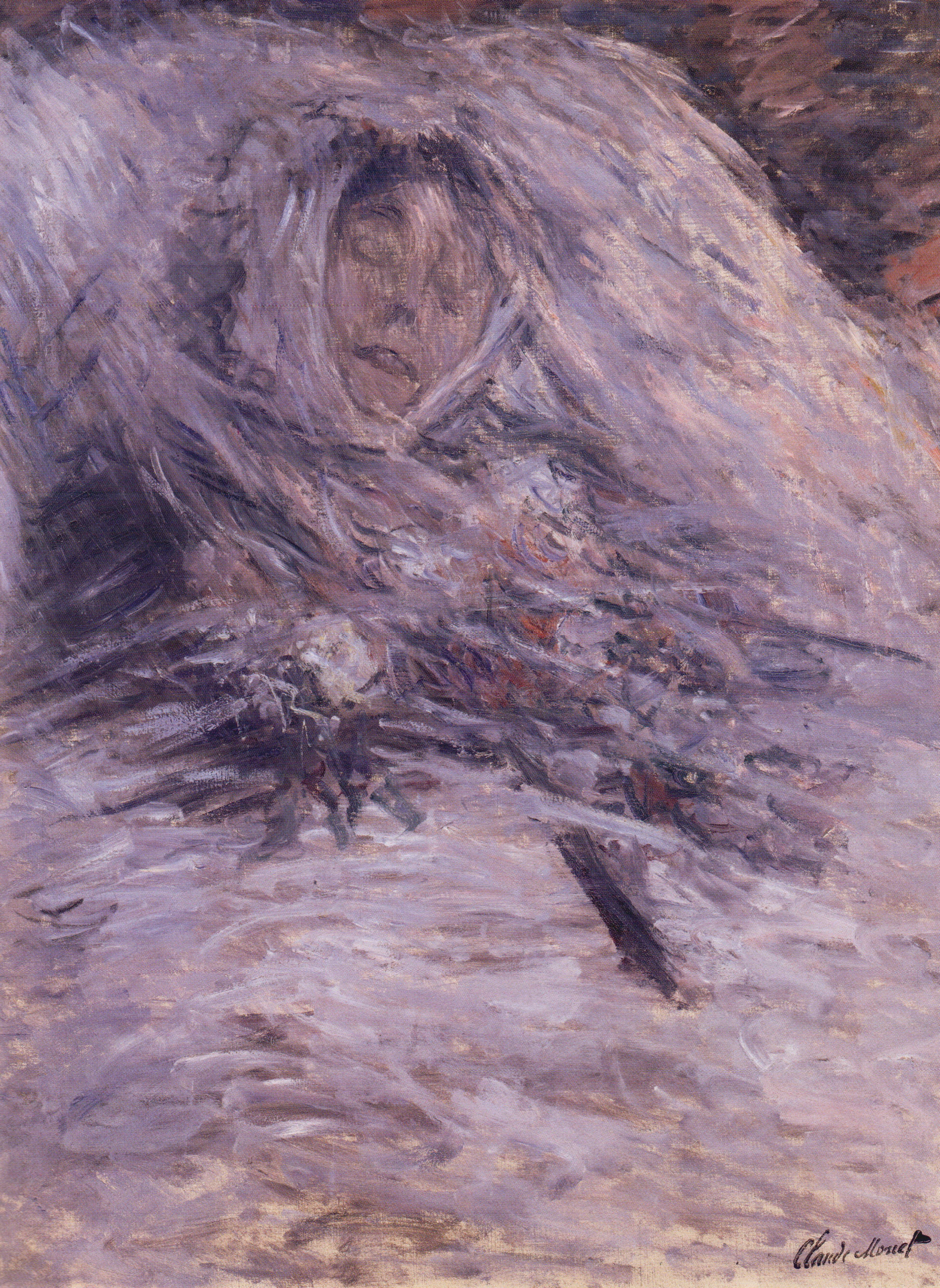
«Камилла на смертном одре», Моне, 1879, Музей Орсе, Париж